# Wau
Wau és una ciutat del Sudan del Sud, capital de l'estat de West Bahr al-Ghazal. Està situada a la riba oest del riu Jur i és la segona ciutat més gran del Sudan del Sud, amb una població de 136.932 habitants.

## Demografia
| Any           | Població |
| ------------- | -------- |
| 1973          | 52.752   |
| 1983          | 58.008   |
| 1993          | 84.000   |
| 2009 (Càlcul) | 136.932  |

## Naixements destacats
- Luol Deng, jugador de la NBA.
- Thon Maker, jugador de la NBA.
- Gabriel Zubeir Wako, cardenal
- Alek Wek, supermodel.